# Ulbo de Sitter
Ne doit pas être confondu avec Ulbo de Sitter (sociologue).
Lamoraal Ulbo de Sitter (6 mars 1902, Groningue - 12 mai 1980, Nistelrode) est un géologue néerlandais de l'université de Leyde, où il est le fondateur de l'école de géologie structurale. De Sitter est connu pour ses recherches sur la géologie des Alpes et des Pyrénées. Son père est l'astronome Willem de Sitter (1872-1934) et l'un de ses fils est le sociologue néerlandais Ulbo de Sitter (1930-2010) ,.

## Biographie
De Sitter étudie la géologie en Suisse et plus tard à Leyde, où il est l'élève des géologues Karl Martin (1851-1942) et Berend George Escher (1885-1967). Il termine sa thèse en 1925 et obtient ensuite un emploi à la Bataafsche Petroleum Maatschappij.
Après quelques années, il retourne à Leyde pour devenir l'assistant d'Escher. La tâche de De Sitter est de superviser le travail de terrain et la recherche dans les Alpes bergamasques (nord de l'Italie). En plus de cartographier les structures géologiques, De Sitter effectue également des recherches expérimentales sur le développement et l'origine des structures géologiques telles que les failles ou les plis. Il travaille sur ces expériences avec Philip Kuenen, un vieil ami de ses années d'étudiant qui devient plus tard professeur à Groningue.
La Seconde Guerre mondiale rend la recherche en dehors des Pays-Bas impossible pour les géologues néerlandais. De Sitter et l'ingénieur minier WAJM van Waterschoot van der Gracht organisent des études sur le terrain du sous-sol de la partie sud-est des Pays-Bas. Les étudiants qui y participent sont ainsi exclus du travail forcé pour les autorités nazies.
De Sitter lance un programme de recherche géologique dans les Pyrénées et la Cantabrie (toutes deux dans le nord de l'Espagne) après la guerre. Les levés géologiques des étudiants de Leyde sont dans certains cas encore utilisés par le levé géologique espagnol. De Sitter devient professeur en 1948. Ses recherches ultérieures portent principalement sur les similitudes et les relations entre différentes structures géologiques à petite échelle (comme les boudins, les schistosités ou les plis parasites) et les structures à grande échelle (comme les plis et chevauchements jusqu'à l'échelle des chaînes de montagnes). Son livre Structural Geology est traduit dans de nombreuses langues et utilisé dans le monde entier. Au cours de ses dernières années à Leiden, sa santé l'empêche de faire plus de recherches sur le terrain, ce qui réduit sa motivation. Sa méthode consistant à regrouper toutes les observations géologiques dans un cadre large est caractéristique de l'école de géologie structurale de Leyde, qui se poursuit sous Henk Zwart après le départ à la retraite de De Sitter en 1968.
En 1962, il devient membre de l'Académie royale néerlandaise des arts et des sciences .

## Publications
- De Sitter, LU "Diagénèse des saumures des champs pétrolifères." Bulletin AAPG 31.11 (1947): 2030-2040.
- De Sitter, Lamoraal Ulbo et Catharina Maria de SITTER-KOOMANS. La géologie des Alpes bergamasques, Lombardie, Italie. 1949.
- De Sitter, Lamoraal Ulbo et LU Sitter. Géologie structurale. New York : McGraw Hill, 1964.
- Zwart, Hendrik Jan et LU De Sitter. La géologie des Pyrénées centrales. Geologisch en mineralogisch Instituut der Rijksuniversiteit, 1979.